# 福地村 (愛知県)
福地村（ふくちむら）は、かつて愛知県幡豆郡にあった村である。
現在の西尾市の東南部に該当し、矢作古川西岸の村であった。
日本で最初に綿（綿種）が伝わった地である。

## 沿革
- 江戸時代、この地域は西尾藩領、旗本領、寺社領などであった。
- 1889年（明治22年）10月1日
  - 須脇村、十郎島村、細池村、小焼野村、鎌谷村、鵜ヶ池村、宅野島村が合併し、井崎村となる。
  - 野々宮村、横手村、天竹村、笹曾根村、平口村、市子村が合併し、六郷村となる。
  - 上道目記村、下道目記村、行用村、八ヶ尻村、針曾根村、長繩村、熱池村、斎藤村が合併し、豊田村となる。
- 1906年（明治39年）5月1日 - 六郷村、豊田村、井崎村、及び大宝村の一部[3]が合併し、福地村となる。
- 1952年（昭和27年）12月1日 - 西尾町とで境界変更。大字小焼野が西尾町に編入される。
- 1954年（昭和29年）8月10日 - 西尾市に編入される。

## 学校
- 福地村立福地北部小学校（現・西尾市立福地北部小学校）
- 福地村立福地南部小学校（現・西尾市立福地南部小学校）
- 福地村立福地中学校（現・西尾市立福地中学校）

## 交通機関
- 名古屋鉄道西尾線
  - 福地駅・鎌谷駅[4]

## 寺院・仏閣
- 天竹神社
  - 799年（延暦18年）にこの地に漂流し、綿種を伝えた崑崙人[5]を新波陀神（綿祖）として祀る神社。
- 不退院 - 八面城主・荒川義広とその妻・市場姫（徳川家康の異母妹）の菩提寺、鳥居忠吉（鳥居元忠の実父）の菩提寺。キユーピー創業者・中島董一郎 本家の菩提寺。
- 蓮光寺
- 徳行寺
- 浄念寺
- 専福寺
- 福徳寺
- 修福寺